# Super 10 2004-2005
Il Super 10 2004-05 fu il 75º campionato nazionale italiano di rugby a 15 di prima divisione.
Si tenne dal 4 settembre 2004 al 28 maggio 2005 tra 10 squadre; per esigenze di sponsorizzazione chiamato Findomestic Super 10, vide il ritorno in massima divisione dell'Amatori Catania che, da neopromossa, riuscì a qualificarsi per le semifinali-scudetto.
La finale fu, per il quarto anno consecutivo, Benetton contro Calvisano, quest'ultimo a sua volta alla quinta gara-scudetto di seguito; all'ennesimo tentativo i lombardi riuscirono a centrare il loro primo titolo, divenendo la tredicesima formazione a iscrivere il proprio nome nell'albo d'oro del campionato.
La finale, disputata come le due precedenti al Plebiscito di Padova di fronte a circa 9500 spettatori, vide protagonista il neozelandese già Crusader Gerard Fraser, autore di tutti i 25 punti (contro 20) con cui Calvisano vinse l'incontro: una meta, una trasformazione e sei calci piazzati tra i pali, contro due mete trevigiane trasformate, un piazzato e un drop.
L'European Rugby Cup ridisegnò la Challenge Cup, cui furono ammesse tre squadre italiane più l'eventuale perdente lo spareggio italo-celtico per la Heineken Cup: nell'occasione il Viadana fu sconfitto in tale spareggio dai Cardiff Rugby e andò a disputare la Challenge Cup 2005-06; la seguì in tale competizione l'Amatori Catania, l'altra semifinalista perdente, e le due vincitrici degli spareggi tra le classificate dal quarto all'ottavo posto, che furono L’Aquila e Parma.
A retrocedere in serie A fu invece la Leonessa, club nato solo tre anni prima e che si sciolse tre anni più tardi.

## Squadre partecipanti
| Club            | Sponsor                       | Città     | Impianto interno           |
| --------------- | ----------------------------- | --------- | -------------------------- |
| Amatori Catania |                               | Catania   | Stadio Santa Maria Goretti |
| L’Aquila        | Conad (grande distribuzione)  | L'Aquila  | Stadio Tommaso Fattori     |
| Benetton        | Benetton (abbigliamento)      | Treviso   | Stadio di Monigo           |
| Calvisano       | Ghial (alluminio e profilati) | Calvisano | Stadio San Michele         |
| GRAN Parma      | SKG (climatizzazione auto)    | Parma     | Stadio Sergio Lanfranchi   |
| Leonessa        | ADMO (volontariato)           | Brescia   | Stadio Aldo Invernici      |
| Parma           | Overmach (meccanica)          | Parma     | Stadio Sergio Lanfranchi   |
| Petrarca        | Carrera (abbigliamento)       | Padova    | Stadio Plebiscito          |
| Rovigo          |                               | Rovigo    | Stadio Mario Battaglini    |
| Viadana         | Arix (pulizia della casa)     | Viadana   | Stadio Luigi Zaffanella    |

## Stagione regolare

### Risultati
| 4-9-2004  | 1ª/10ª giornata            | 18-12-2004 |
| --------- | -------------------------- | ---------- |
| 18-38     | Amatori Catania — Viadana  | 20-34      |
| 48-9      | Benetton — L'Aquila        | 16-9       |
| 65-3      | Calvisano — Rovigo         | 6-22       |
| 27-22     | Parma — Leonessa           | 20-17      |
| 27-29     | Petrarca — GRAN Parma      | 11-16      |
|           |                            |            |
| 22-9-2004 | 4ª/13ª giornata            | 26-3-2005  |
| 29-29     | Viadana — GRAN Parma       | 25-12      |
| 18-39     | L'Aquila — Calvisano       | 17-36      |
| 19-30     | Rovigo — Benetton          | 7-7        |
| 34-34     | Leonessa — Petrarca        | 14-16      |
| 27-28     | Parma — Amatori Catania    | 31-39      |
|           |                            |            |
| 9-10-2004 | 7ª/16ª giornata            | 16-4-2005  |
| 42-27     | Viadana — Leonessa         | 42-9       |
| 22-22     | L'Aquila — Rovigo          | 29-45      |
| 20-23     | Calvisano — Benetton       | 19-15      |
| 33-42     | Petrarca — Amatori Catania | 20-35      |
| 24-31     | GRAN Parma — Parma         | 6-8        |

| 11-9-2004  | 2ª/11ª giornata             | 22-12-2004 |
| ---------- | --------------------------- | ---------- |
| 42-8       | Viadana — Petrarca          | 17-39      |
| 25-24      | L'Aquila — Amatori Catania  | 18-25      |
| 20-10      | Rovigo — Parma              | 15-31      |
| 10-53      | Leonessa — Benetton         | 5-66       |
| 21-32      | GRAN Parma — Calvisano      | 8-35       |
|            |                             |            |
| 26-9-2004  | 5ª/14ª giornata             | 30-3-2005  |
| 23-30      | Amatori Catania — Benetton  | 15-35      |
| 54-30      | Viadana — Rovigo            | 21-20      |
| 47-16      | Calvisano — Leonessa        | 54-7       |
| 52-12      | Petrarca — Parma            | 17-37      |
| 18-18      | GRAN Parma — L'Aquila       | 9-47       |
|            |                             |            |
| 16-10-2004 | 8ª/17ª giornata             | 23-4-2005  |
| 29-12      | Amatori Catania — Calvisano | 31-36      |
| 47-24      | Benetton — GRAN Parma       | 57-28      |
| 25-25      | Leonessa — L'Aquila         | 25-31      |
| 12-23      | Parma — Viadana             | 21-34      |
| 20-22      | Petrarca — Rovigo           | 20-20      |

| 18-9-2004  | 3ª/12ª giornata              | 22-1-2005 |
| ---------- | ---------------------------- | --------- |
| 24-16      | Amatori Catania — Leonessa   | 9-16      |
| 33-0       | Benetton — Parma             | 42-13     |
| 22-17      | Calvisano — Viadana          | 6-26      |
| 19-18      | Petrarca — L'Aquila          | 41-27     |
| 35-19      | GRAN Parma — Rovigo          | 14-37     |
|            |                              |           |
| 2-10-2004  | 6ª/15ª giornata              | 9-4-2005  |
| 64-13      | Benetton — Petrarca          | 34-26     |
| 18-17      | L'Aquila — Viadana           | 20-47     |
| 23-27      | Rovigo — Amatori Catania     | 24-19     |
| 25-23      | Leonessa — GRAN Parma        | 24-23     |
| 28-22      | Parma — Calvisano            | 3-21      |
|            |                              |           |
| 20-11-2004 | 9ª/18ª giornata              | 30-4-2005 |
| 29-21      | Viadana — Benetton           | 21-19     |
| 29-27      | L'Aquila — Parma             | 27-23     |
| 28-19      | Rovigo — Leonessa            | 6-44      |
| 45-22      | Calvisano — Petrarca         | 18-22     |
| 28-6       | GRAN Parma — Amatori Catania | 10-29     |

### Classifica
| Pos | Squadra         | G  | V  | N | P  | PF  | PS  | DP   | BMP | Pt |
| --- | --------------- | -- | -- | - | -- | --- | --- | ---- | --- | -- |
| 1   | Benetton        | 18 | 14 | 1 | 3  | 640 | 290 | +350 | 12  | 70 |
| 2   | Viadana         | 18 | 14 | 1 | 3  | 558 | 351 | +207 | 11  | 69 |
| 3   | Calvisano       | 18 | 12 | 0 | 6  | 536 | 336 | +200 | 11  | 59 |
| 4   | Amatori Catania | 18 | 9  | 0 | 9  | 443 | 456 | −13  | 8   | 44 |
| 5   | Rovigo          | 18 | 7  | 3 | 8  | 382 | 473 | −91  | 4   | 38 |
| 6   | L’Aquila        | 18 | 6  | 3 | 9  | 407 | 506 | −99  | 5   | 35 |
| 7   | Petrarca        | 18 | 6  | 1 | 11 | 437 | 526 | −89  | 8   | 34 |
| 8   | Parma           | 18 | 7  | 0 | 11 | 361 | 471 | −110 | 5   | 33 |
| 9   | GRAN Parma      | 18 | 4  | 2 | 12 | 357 | 507 | −150 | 8   | 28 |
| 10  | Leonessa        | 18 | 5  | 1 | 12 | 363 | 568 | −205 | 5   | 27 |

### Spareggi per l'European Challenge Cup 2005-06
| Rovigo 14 maggio 2005                                                                                          | Rovigo | 17 – 20             | Parma | Stadio Mario Battaglini |
| Giorgadze 75’ mt 38’ Busato 58’ Bobo tr 38’, 58’ A. Canale Boarato 19’, 40+3’, 44’, 56’ c.p. 2’, 67’ A. Canale |        |                     |       |                         |
| |        |                     |       |                         |
| Giorgadze 75’                                                                                                  | mt     | 38’ Busato 58’ Bobo |       |                         |
| | tr     | 38’, 58’ A. Canale  |       |                         |
| Boarato 19’, 40+3’, 44’, 56’                                                                                   | c.p.   | 2’, 67’ A. Canale   |       |                         |

| L'Aquila 14 maggio 2005                                                                                                  | L’Aquila | 22 – 17                                       | Petrarca | Stadio Tommaso Fattori |
| Copper 14’ N. Canavosio 38’ mt 64’ Gentile 69’ Calanchini 75’ López González tr 64’ Orquera Peens 2’, 20’, 60’, 74’ c.p. |          |                                               |          |                        |
| |          |                                               |          |                        |
| Copper 14’ N. Canavosio 38’                                                                                              | mt       | 64’ Gentile 69’ Calanchini 75’ López González |          |                        |
| | tr       | 64’ Orquera                                   |          |                        |
| Peens 2’, 20’, 60’, 74’                                                                                                  | c.p.     |                                               |          |                        |

## Play-off
|  | Semifinali | Semifinali      | Semifinali | Semifinali | Semifinali |  |  | Finale    | Finale    | Finale |  |
|  |            |                 |            |            |            |  |  |           |           |        |  |
|  | 4          | Amatori Catania | 20         | 21         | 41         |  |  |           |           |        |  |
|  | 1          | Benetton        | 25         | 41         | 66         |  |  | Calvisano | Calvisano | 25     |  |
|  | 3          | Calvisano       | 16         | 13         | 29         |  |  | Benetton  | Benetton  | 20     |  |
|  | 2          | Viadana         | 9          | 13         | 22         |  |  |           |           |        |  |

### Semifinali
| Arbitro: | Giulio De Santis (Roma) |

|                                 |      |                                       |
| tecnica 25’ Sciarretta 74’      | mt   | 11’ Williams 17’ G. Canale 40’ Goosen |
| Irving 25’, 74’                 | tr   | 11’, 40’ Goosen                       |
| Irving 6’, 34’, 39’, 76’, 80+4’ | c.p. | 50’, 79’ Goosen                       |

| Arbitro: | Carlo Damasco (Napoli) |

|                     |      |                        |
|                     | mt   | 53’ Purll              |
|                     | tr   | 53’ Fraser             |
| Lilley 3’, 31’, 71’ | c.p. | 12’, 18’, 80+6’ Fraser |

| Arbitro: | Maurizio Vancini (Milano) |

|                                                             |      |                             |
| Orlando 10’ Ongaro 19’ Williams 42’ Faliva 57’ Costanzo 80’ | mt   | 27’ Lagarrigue 73’ de Jager |
| Smith 42’, 80’                                              | tr   | 73’ Irving                  |
| Smith 16’, 34’, 39’, 76’                                    | c.p. | 2’, 13’, 40+2’ Irving       |

| Arbitro: | Milan (Rovigo) |

|                 |      |                 |
| Nitoglia 49’    | mt   | 69’ Mazzantini  |
| Fraser 49’      | tr   | 69’ Lilley      |
| Fraser 36’, 67’ | c.p. | 19’, 34’ Lilley |

### Finale
| Arbitro: | Stefano Mancini (Frascati) |

|                                      |      |                          |
| Fraser 10’                           | mt   | 4’ G. Canale 16’ Wentzel |
| Fraser 10’                           | tr   | 4’, 16’ Goosen           |
| Fraser 8’, 28’, 33’, 50’, 53’, 80+2’ | c.p. | 70’ Goosen               |
|                                      | drop | 62’ Goosen               |

## Verdetti
- Calvisano: campione d'Italia;
- Calvisano e Benetton: qualificate alla Heineken Cup;
- Viadana, Amatori Catania, L’Aquila e Parma: qualificate all'European Challenge Cup;
- Leonessa: retrocessa in serie A.